# Смольский, Бекир Михайлович
Бекир Михайлович Смольский (бел. Бекір Міхайлавіч Смо́льскі; 12 июля 1913, Минск, Российская Империя — 28 сентября 1982, Минск, Белорусская ССР, СССР) — белорусский ученый в области теплофизики. Член-корреспондент Академии наук БССР (1967), доктор технических наук (1958), профессор (1961)

## Биография
Окончил Белорусский политехнический институт (1935). Работал в монтажных, проектных и научных организациях. С 1938 года служил в войсках Красной Армии. Принимал участие в Великой Отечественной войне. С 1946 года старший преподаватель, доцент в Белорусском политехническом институте. С 1958 года заведующий лабораторией Института энергетики АН БССР, с 1959 года заместитель директора, с 1971 года заведующий лабораторией Института тепло- и массообмена имени А. В. Лыкова. 

## Научная деятельность
Ученым были проведены научные работы по промышленной энергетике, очистке газовых промышленных выбросов, методам тепловильготной обработки материалов, процессам переноса теплоты и вещества в условиях вакуума, определению оптимальных условий интенсификации сублимационного обезвоживания капиллярно-пористых веществ, изучению влияния термодиффузии при термической обработке капиллярно-пористых материалов.
Автор более 50 научных работ, в том числе 3 монографий.

## Основные труды
- Внешний тепло- и массообмен в процессе конвективной сушки. — Мн.: Изд-во БГУ, 1957.
- Реодинамика и теплообмен нелинейно вязкопластичных материалов. — Мн.: Наука и техника, 1970 (разам з З. П. Шульманам, В. М. Гарыславец).
- Нестационарный теплообмен. — Мн.: Наука и техника, 1974. (разам з Л. А. Сяргеевай, У. Л. Сяргеевым).
- Водород: основные свойства, производство и хранение. — Мн.: ИТМО, 1981 (совм. с Н. М. Пашиной).

## Награды
- Орден Александра Невского (1944)
- Орден Красной Звезды (1943)
- Орден Отечественной войны II (1943) и I (1945) степени, медали.